# Juliane von Sachsen-Coburg-Saalfeld

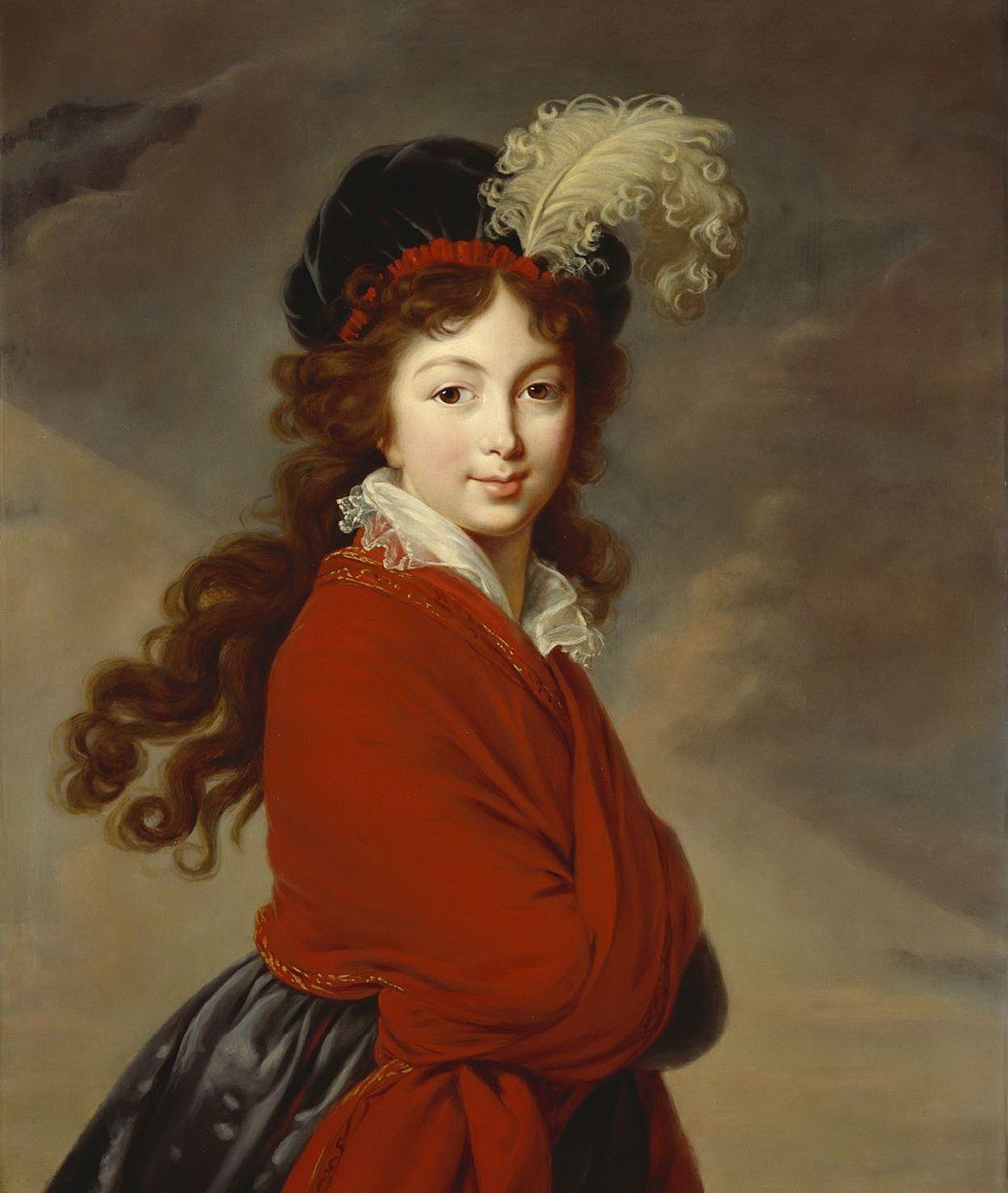
Prinzessin Juliane von Sachsen-Coburg-Saalfeld, spätere Großfürstin Anna Fjodorowna. Porträtiert von Élisabeth Vigée-Lebrun 1795/96.

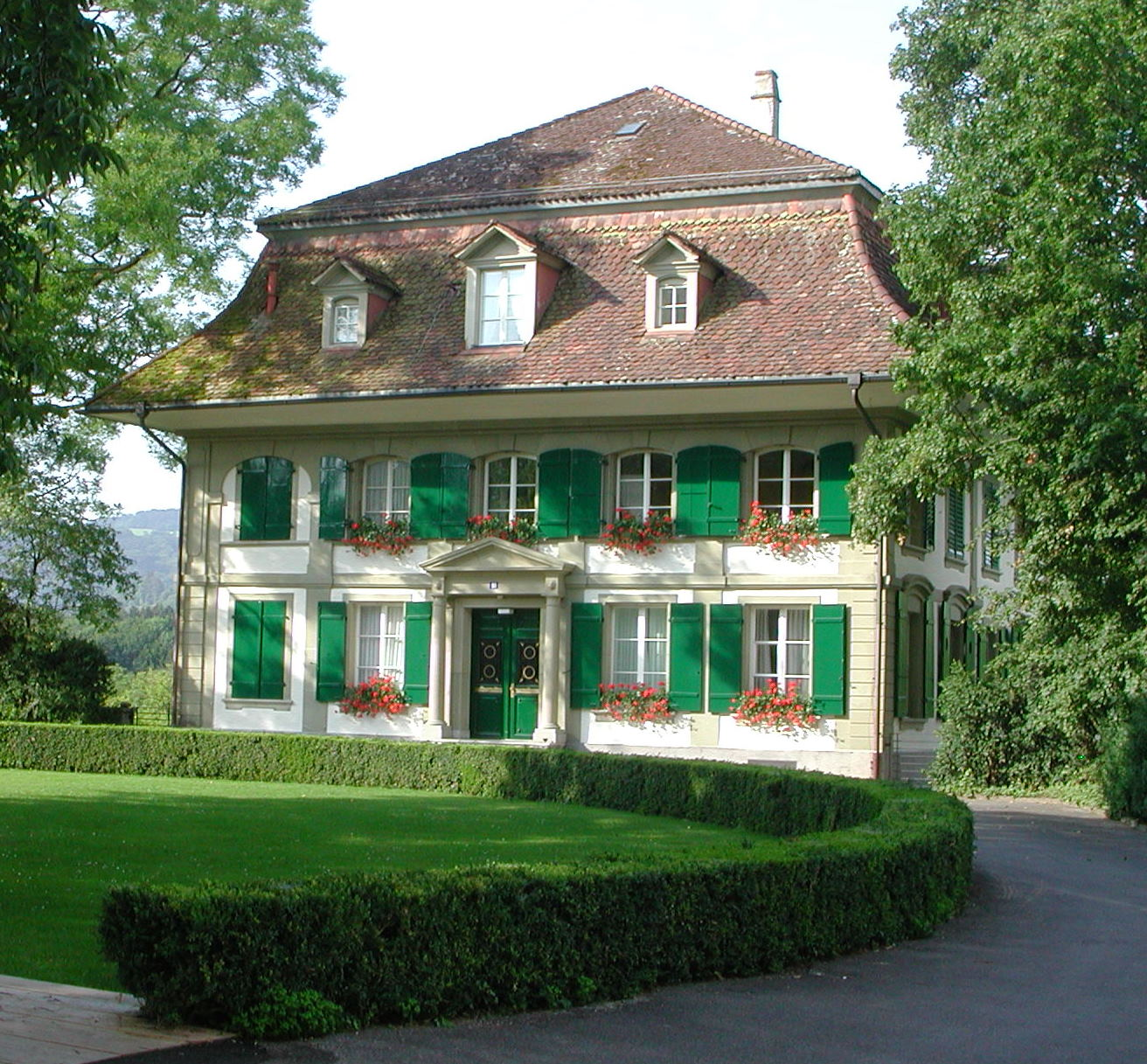
Das Herrenhaus des Landguts Elfenau in Bern. Großfürstin Anna Fjodorowna erwarb das Landgut 1814.

Juliane Henriette Ulrike von Sachsen-Coburg-Saalfeld (* 23. September 1781 in Coburg; † 15. August 1860 in der Elfenau, Bern) war eine Prinzessin von Sachsen-Coburg-Saalfeld und durch Heirat unter dem Namen Anna Fjodorowna russische Großfürstin.

## Leben
Juliane „Julchen“ von Sachsen-Coburg-Saalfeld, war eine Tochter des Herzogs Franz Friedrich von Sachsen-Coburg-Saalfeld (1750–1806) und der Auguste (1757–1831), Tochter des Grafen Heinrich XXIV. Reuß zu Ebersdorf. Ihr Bruder Leopold wurde 1831 König der Belgier und über ihre Schwester Victoire war sie eine Tante der britischen Königin Victoria. Ihr Bruder Ernst folgte 1806 dem Vater als Herzog von Sachsen-Coburg-Saalfeld.
Als Zarin Katharina II. eine Braut für ihren Enkel Konstantin suchte, reiste Juliane am 12. August 1795 mit ihrer Mutter und ihren Schwestern Sophie und Antoinette in Begleitung von Ferdinand von Wintzingerode und ab 19. August auch von General von Budburg als Reiseleiter der langen und 2000 Kilometer über Königsberg (mit dreieinhalbtägigem Aufenthalt) gehenden umfassenden Reise nach Russland. Konstantin (vielleicht auch seine Großmutter) entschied sich für die jüngste der drei Schwestern, die 14-jährige Prinzessin Juliane. Diese Verbindung und auch die Heirat ihres Bruders Leopold mit der britischen Thronfolgerin Charlotte Auguste machten den Coburger Hof später zu einem dynastischen Mittelpunkt Europas. Auch behandelte Napoleon den winzigen Coburger Staat wegen seiner Verbindung zu Russland in den Koalitionskriegen weitaus weniger willkürlich.
Am 25. Oktober 1795 fand die Verlobung statt und am 26. Februar 1796 heiratete Juliane, noch nicht 15-jährig, in Sankt Petersburg den damals 16 Jahre alten russischen Großfürsten Konstantin Pawlowitsch Romanow, Bruder des späteren Zaren Alexander I. Um sich um die Erziehung Julianes nach der für den 1. November geplanten (und am 7. November 1795 durchgeführten) Abreise von Mutter und Geschwistern der jungen Braut zu kümmern wurde eine Gouvernante der Romanows mit deutschen Wurzeln ausgewählt. Die Ehe mit Konstantin, der als gewalttätig bekannt war, verlief jedoch unglücklich. Deshalb floh die Schwangere 1801 aus St. Petersburg und hielt sich an verschiedenen Orten in Europa auf. Laut der Königin Luise von Preußen bekam sie 1802 ein Kind, dessen Vater vermutlich Zar Alexander war. Ihrem Bruder Georg schrieb Königin Luise am 18. Mai 1802: „[…] Die Anna ist glücklich entbunden, das Kind nach Franken in ein Dorf gebracht worden. Was für ein Schicksal für ein Kaiser- und Großfürstenkind. Er soll etwas – samt anderen – teil daran haben.“ Ein zweiter, 1808 geborener Sohn stammt möglicherweise auch von Zar Alexander.
1813 ließ Juliane sich in Bern nieder, der Heimat des Vaters ihrer Tochter Hilda, Rudolf Abraham von Schiferli, und erwarb 1814 ein am Ufer der Aare gelegenes Landgut und gab ihm den Namen Elfenau. 1820 wurde schließlich die Scheidung von Konstantin vollzogen. Anna Fjodorowna war eine große Musikliebhaberin und machte Elfenau zu einem Mittelpunkt der in- und ausländischen Gesellschaft.
Juliane war Trägerin des Großkreuzes des kaiserlich-russischen St. Katharinenordens sowie des Ordens des Heiligen Johannes von Jerusalem.

## Nachkommen
Juliane war Mutter dreier außerehelich geborenen Kinder:
- Alexander (Sandor) (1802–1879)[8]

Statt des vermuteten Jules Gabriel Emile de Seigneux (1768–1834), eines französischen Kleinadeligen, war Zar Alexander I. vermutlich auch Vater ihres zweiten Sohnes:
- Eduard Edgar Schmidt-Löwe (* 1808; † 3. April 1892), 1818 als „von Löwenfels“ durch Julianes Bruder Herzog Ernst in den Adelsstand erhoben

⚭ 1835 Bertha von Schauenstein (1817–1896), uneheliche Tochter von Ernst I., Herzog von Sachsen-Coburg-Saalfeld bzw. Sachsen-Coburg und Gotha, mit Sophie Fermepin de Marteaux
Vater ihres dritten Kindes war der Chirurg und Professor an der Berner Hochschule, Rudolf Abraham von Schiferli aus Bern, welcher auch ihr Oberhofmeister und Verwalter des Landguts Elfenau war:
- Luise Hilda Aglaia (1812–1837)

⚭ 1834 Jean Samuel Edouard Dapples († 1887)